# Греченко Василь Максимович
Василь Максимович Греченко (1876, Полтавська губернія — †?) — начальник дивізії Дієвої армії УНР.

## Життєпис
Закінчив Одеське військове училище у 1902 році.
Станом на 1 січня 1910 р. — підпоручик 20-го піхотною Галицького полку. Останнє звання у російській армії — полковник.
З 05 січня 1919 р. — начальник 2-ї пішої дивізії Дієвої армії УНР. Станом на 27 січня 1919 р. — отаман для доручень Військового міністерства УНР.
З 14 лютого 1919 р. — начальник залоги Рівного. Подальша доля невідома.